# Karageogrievo
Karageorgievo (Bulgaars: Карагеоргиево) is een dorp in het oosten van Bulgarije. Het dorp is gelegen in de gemeente Ajtos in oblast Boergas. Karageorgievo ligt 34 km ten noorden van Boergas en 315 km ten oosten van Sofia.

## Bevolking
Op 31 december 2019 werden er 1.299 inwoners in het dorp geregistreerd door het Nationaal Statistisch Instituut, een lichte daling vergeleken met de laatste officiële volkstelling van 2011.
|  |

In het dorp wonen hoofdzakelijk etnische Turken (1.249 personen, oftewel 93% van de 1.343 respondenten). Ongeveer 5% van de bevolking bestond uit Roma, terwijl 1% van de inwoners zichzelf identificeerden als etnische Bulgaren.
| Etnische samenstelling van de respondenten (2011) | Etnische samenstelling van de respondenten (2011) | Etnische samenstelling van de respondenten (2011) | Etnische samenstelling van de respondenten (2011) | Etnische samenstelling van de respondenten (2011) |
| ------------------------------------------------- | ------------------------------------------------- | ------------------------------------------------- | ------------------------------------------------- | ------------------------------------------------- |
|                                                   |                                                   |                                                   |                                                   |                                                   |
| Bulgaren                                          | Bulgaren                                          |                                                   | 1,3%                                              | 1,3%                                              |
| Turken                                            | Turken                                            |                                                   | 93,0%                                             | 93,0%                                             |
| Roma                                              | Roma                                              |                                                   | 5,3%                                              | 5,3%                                              |
| Anders/Onbekend                                   | Anders/Onbekend                                   |                                                   | 0,4%                                              | 0,4%                                              |